# 2011–2012-es Európa-liga (csoportkör)
A 2011–2012-es Európa-liga csoportkörének mérkőzéseit 2011. szeptember 15-e és december 15-e között játszották le.
A csoportkörben a 2011–2012-es Európa-liga selejtezőjéből a rájátszás 38 győztes csapata, illetve a 2011–2012-es UEFA-bajnokok ligája selejtezőjéből a rájátszás 10 vesztes csapata vett részt.
Tizenkét, egyaránt négycsapatos csoportot képeztek. A csoportokban a csapatok körmérkőzéses, oda-visszavágós rendszerben mérkőztek meg egymással. A csoportok első két helyen végző csapata az egyenes kieséses szakaszba jutott, a harmadik és negyedik helyezettek kiestek.

## Fordulók és időpontok
| Mérkőzésnap    | Sorsolás dátuma              | Mérkőzés dátum                 |
| -------------- | ---------------------------- | ------------------------------ |
| 1. mérkőzésnap | 2011. augusztus 26. (Monaco) | 2011. szeptember 15.           |
| 2. mérkőzésnap | 2011. augusztus 26. (Monaco) | 2011. szeptember 29.           |
| 3. mérkőzésnap | 2011. augusztus 26. (Monaco) | 2011. október 20.              |
| 4. mérkőzésnap | 2011. augusztus 26. (Monaco) | 2011. november 3.              |
| 5. mérkőzésnap | 2011. augusztus 26. (Monaco) | 2011. november 30.–december 1. |
| 6. mérkőzésnap | 2011. augusztus 26. (Monaco) | 2011. december 14–15.          |

## Sorsolás
A csapatok kiemelését a nemzeti labdarúgó-bajnokságokra vonatkoztatott UEFA-együttható alapján végzik, majd négy, egyaránt 12 résztvevős kalapba sorolják a csapatokat.
A csoportok sorsolását 2011. augusztus 26-án, közép-európai idő szerint 13 órakor tartották Monacóban. Minden kalapból minden csoportba egy-egy csapatot sorsolnak. Egy csoportba nem kerülhetett két azonos nemzetiségű csapat.
| 1. kalap            | 1. kalap   |
| Csapat              | Együttható |
| ------------------- | ---------- |
| Tottenham Hotspur   | 78,157     |
| PSV Eindhoven       | 74,025     |
| Atlético de Madrid  | 70,465     |
| Sporting CP         | 68,319     |
| Sporting de Braga   | 62,319     |
| Schalke 04          | 61,887     |
| Dinamo Kijiv        | 60,776     |
| Paris Saint-Germain | 51,735     |
| FC København BL     | 51,110     |
| AZ                  | 43,025     |
| Anderlecht          | 42,400     |
| Twente BL           | 41,025     |

| 2. kalap          | 2. kalap   |
| Csapat            | Együttható |
| ----------------- | ---------- |
| Fulham            | 40,157     |
| Beşiktaş JK       | 37,010     |
| Hapóél Tel-Aviv   | 36,400     |
| Metaliszt Harkiv  | 34,276     |
| Standard de Liège | 32,400     |
| Rubin Kazany BL   | 31,941     |
| Club Brugge       | 31,400     |
| AÉK               | 30,833     |
| Steaua București  | 29,164     |
| Udinese Calcio BL | 27,110     |
| Athletic Bilbao   | 24,465     |
| Lazio             | 23,110     |

| 3. kalap           | 3. kalap   |
| Csapat             | Együttható |
| ------------------ | ---------- |
| Red Bull Salzburg  | 22,140     |
| Makkabi Haifa BL   | 21,400     |
| FC Zürich BL       | 18,980     |
| Odense BK BL       | 18,610     |
| Lokomotyiv Moszkva | 18,441     |
| PAÓK               | 17,333     |
| Birmingham City    | 17,157     |
| Stoke City         | 17,157     |
| Stade Rennais      | 16,735     |
| Austria Wien       | 16,640     |
| Rapid București    | 16,164     |
| Hannover 96        | 13,887     |

| 4. kalap                     | 4. kalap   |
| Csapat                       | Együttható |
| ---------------------------- | ---------- |
| Vorszkla Poltava             | 10,276     |
| Wisła Kraków BL              | 10,183     |
| FC Vaslui                    | 10,164     |
| FC Sion Celtic helyettesíti1 | 9,480      |
| Sturm Graz BL                | 8,640      |
| Makkabi Tel-Aviv             | 5,900      |
| Slovan Bratislava            | 5,899      |
| Legia Warszawa               | 5,183      |
| NK Maribor                   | 4,224      |
| AÉK Lárnakasz                | 3,624      |
| Malmö FF BL                  | 2,825      |
| Shamrock Rovers              | 2,741      |

BLA 2011–2012-es UEFA-bajnokok ligája selejtezőjének rájátszásából kiesett csapat.
1Az FC Sion csapatát a csoportok sorsolását követően az UEFA kizárta, helyére a a selejtező, harmadik fordulójában lévő ellenfele, a skót Celtic került.

## Csoportok

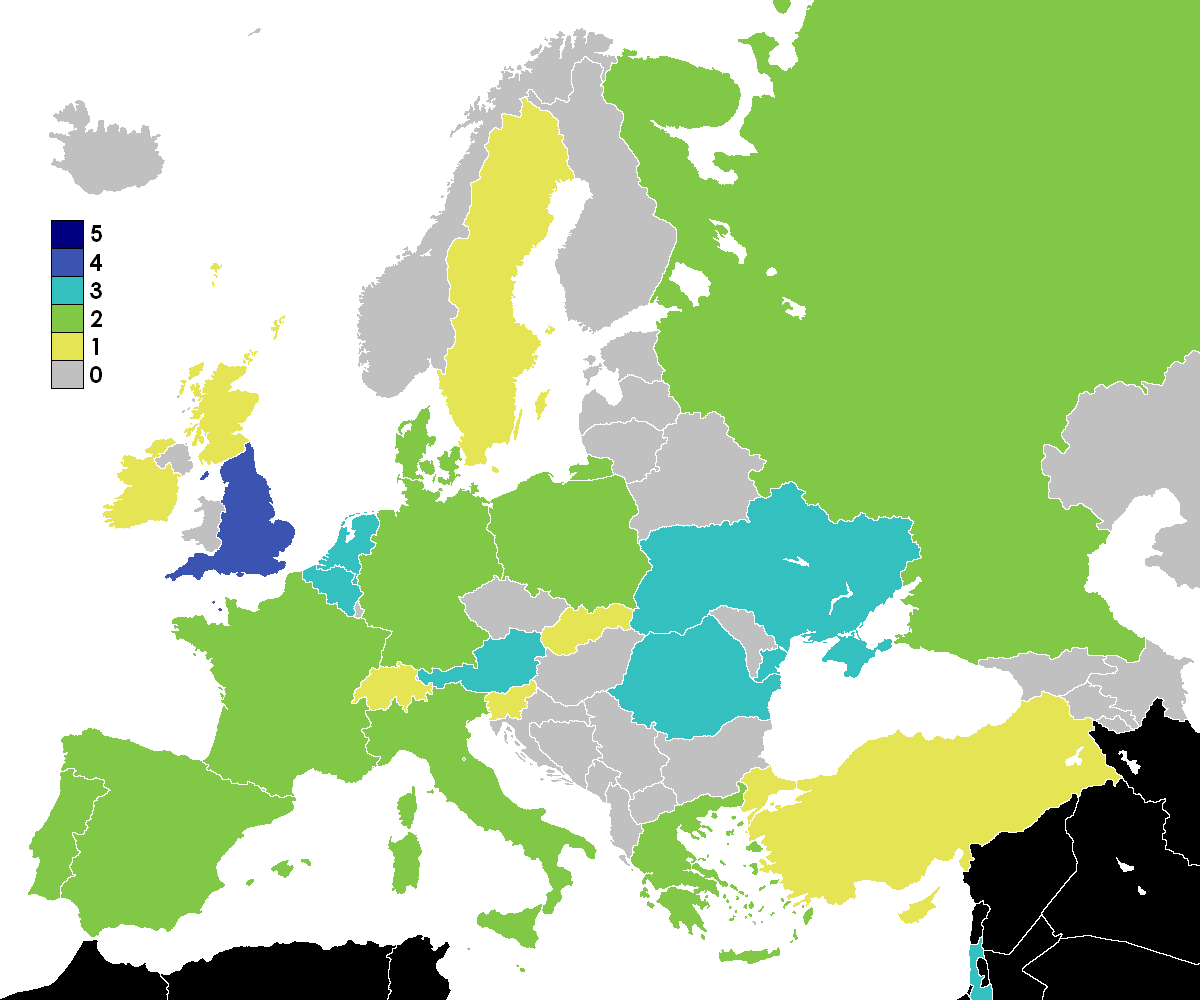
A 2011–2012-es Európa-liga csoportkörében szereplő csapatok száma országok szerint

A 12, egyaránt négycsapatos csoportban körmérkőzéses, oda-visszavágós rendszerben mérkőztek meg a csapatok egymással. A csoportok első két helyén végzett csapatok jutottak az egyenes kieséses szakaszba.

### Sorrend meghatározása
Az UEFA versenyszabályzata alapján, ha két vagy több csapat a csoportmérkőzések után azonos pontszámmal állt, az alábbiak alapján kellett meghatározni a sorrendet:
1. az azonosan álló csapatok mérkőzésein szerzett több pont
2. az azonosan álló csapatok mérkőzésein elért jobb gólkülönbség
3. az azonosan álló csapatok mérkőzésein idegenben szerzett több gól
4. az összes mérkőzésen elért jobb gólkülönbség
5. az összes mérkőzésen szerzett több gól
6. az azonosan álló csapatok és nemzeti szövetségük jobb UEFA-együtthatója az elmúlt öt évben

| Színmagyarázat                                                          |
| ----------------------------------------------------------------------- |
| A csoportok első két helyezettje bejutott az egyenes kieséses szakaszba |
| A csoportok harmadik és negyedik helyezettjei kiestek.                  |

Minden időpont CET/CEST szerint van feltüntetve.

### A csoport
| Csapat            | M | Gy | D | V | G+ | G– | Gk  | P  |
| ----------------- | - | -- | - | - | -- | -- | --- | -- |
| PAÓK              | 6 | 3  | 3 | 0 | 10 | 6  | +4  | 12 |
| Rubin Kazany      | 6 | 3  | 2 | 1 | 11 | 5  | +6  | 11 |
| Tottenham Hotspur | 6 | 3  | 1 | 2 | 9  | 4  | +5  | 10 |
| Shamrock Rovers   | 6 | 0  | 0 | 6 | 4  | 19 | –15 | 0  |

|                   | TOT | RUB | PAO | SHA |
| ----------------- | --- | --- | --- | --- |
| Tottenham Hotspur |     | 1–0 | 1–2 | 3–1 |
| Rubin Kazany      | 1–0 |     | 2–2 | 4–1 |
| PAÓK              | 0–0 | 1–1 |     | 2–1 |
| Shamrock Rovers   | 0–4 | 0–3 | 1–3 |     |

| 2011. szeptember 15. 19:00 |

| PAÓK | 0–0         | Tottenham Hotspur |
| ---- | ----------- | ----------------- |
|      | Jegyzőkönyv |                   |

| Túmbasz Stadion, Szaloniki Játékvezető: Milorad Mažić (szerb) |

| 2011. szeptember 15. 19:00 |

| Shamrock Rovers | 0–3               | Rubin Kazany                       |
| --------------- | ----------------- | ---------------------------------- |
|                 | (0–1) Jegyzőkönyv | Martins 3' Noboa 50' Karadeniz 60' |

| Tallaght Stadion, Dublin Nézőszám: 6920 Játékvezető: Szabó Zsolt (magyar) |

| 2011. szeptember 29. 18:00 |

| Rubin Kazany           | 2–2               | PAÓK                          |
| ---------------------- | ----------------- | ----------------------------- |
| Natkho 52' Dyadyun 66' | (0–1) Jegyzőkönyv | Athanasiadis 23' Fotákisz 81' |

| Központi Stadion, Kazany Játékvezető: Martin Hansson (svéd) |

| 2011. szeptember 29. 21:05 |

| Tottenham Hotspur                      | 3–1               | Shamrock Rovers |
| -------------------------------------- | ----------------- | --------------- |
| Pavlyuchenko 60' Defoe 62' Giovani 66' | (0–0) Jegyzőkönyv | Rice 50'        |

| White Hart Lane, London Játékvezető: Gediminas Mažeika (litván) |

| 2011. október 20. 21:05 |

| Tottenham Hotspur | 1–0               | Rubin Kazany |
| ----------------- | ----------------- | ------------ |
| Pavlyuchenko 33'  | (1–0) Jegyzőkönyv |              |

| White Hart Lane, London Játékvezető: Manuel De Sousa (portugál) |

| 2011. október 20. 21:05 |

| PAÓK                    | 2–1               | Shamrock Rovers |
| ----------------------- | ----------------- | --------------- |
| Lazăr 12' Vieirinha 63' | (1–0) Jegyzőkönyv | Sheppard 48'    |

| Túmbasz Stadion, Szaloniki Játékvezető: Tony Asumaa (finn) |

| 2011. november 3. 18:00 |

| Rubin Kazany | 1–0               | Tottenham Hotspur |
| ------------ | ----------------- | ----------------- |
| Natkho 56'   | (0–0) Jegyzőkönyv |                   |

| Központi Stadion, Kazany Játékvezető: Florian Meyer (német) |

| 2011. november 3. 19:00 |

| Shamrock Rovers | 1–3               | PAÓK                              |
| --------------- | ----------------- | --------------------------------- |
| Dennehy 51'     | (0–3) Jegyzőkönyv | Szalpingídisz 7' 38' Fotákisz 36' |

| Aviva Stadion, Dublin Játékvezető: Aleksei Kulbakov (fehérorosz) |

| 2011. november 30. 18:00 |

| Rubin Kazany                          | 4–1               | Shamrock Rovers |
| ------------------------------------- | ----------------- | --------------- |
| Valdez 10' 51' Natkho 36' Martins 62' | (2–1) Jegyzőkönyv | Oman 12'        |

| Központi Stadion, Kazany Játékvezető: Harald Lechner (osztrák) |

| 2011. november 30. 21:05 |

| Tottenham Hotspur     | 1–2               | PAÓK                              |
| --------------------- | ----------------- | --------------------------------- |
| Modrić 38' (11-esből) | (1–2) Jegyzőkönyv | Szalpingídisz 6' Athanasiadis 14' |

| White Hart Lane, London Játékvezető: Bas Nijhuis (holland) |

| 2011. december 15. 19:00 |

| PAÓK                     | 1–1               | Rubin Kazany |
| ------------------------ | ----------------- | ------------ |
| Vieirinha 16' (11-esből) | (1–0) Jegyzőkönyv | Valdez 48'   |

| Túmbasz Stadion, Szaloniki Játékvezető: Daniele Orsato (olasz) |

| 2011. december 15. 19:00 |

| Shamrock Rovers | 0–4               | Tottenham Hotspur                             |
| --------------- | ----------------- | --------------------------------------------- |
|                 | (0–3) Jegyzőkönyv | Pienaar 29' Townsend 38' Defoe 45' Kane 90+1' |

| Aviva Stadion, Dublin Játékvezető: Stephan Studer (svájci) |

### B csoport
| Csapat            | M | Gy | D | V | G+ | G– | Gk | P  |
| ----------------- | - | -- | - | - | -- | -- | -- | -- |
| Standard de Liège | 6 | 4  | 2 | 0 | 9  | 1  | +8 | 14 |
| Hannover 96       | 6 | 3  | 2 | 1 | 9  | 7  | +2 | 11 |
| FC København      | 6 | 1  | 2 | 3 | 5  | 9  | –4 | 5  |
| Vorszkla Poltava  | 6 | 0  | 2 | 4 | 4  | 10 | –6 | 2  |

|                   | KOB | STA | HAN | VOR |
| ----------------- | --- | --- | --- | --- |
| FC København      |     | 0–1 | 1–2 | 1–0 |
| Standard de Liège | 3–0 |     | 2–0 | 0–0 |
| Hannover 96       | 2–2 | 0–0 |     | 3–1 |
| Vorszkla Poltava  | 1–1 | 1–3 | 1–2 |     |

| 2011. szeptember 15. 19:00 |

| Hannover 96 | 0–0         | Standard de Liège |
| ----------- | ----------- | ----------------- |
|             | Jegyzőkönyv |                   |

| AWD-Arena, Hannover Nézőszám: 42 540 Játékvezető: Alekszandar Sztavrev (macedón) |

| 2011. szeptember 15. 19:00 |

| FC København              | 1–0               | Vorszkla Poltava |
| ------------------------- | ----------------- | ---------------- |
| Nordstrand 54' (11-esből) | (0–0) Jegyzőkönyv |                  |

| Parken Stadion, Koppenhága Nézőszám: 10 420 Játékvezető: Stanislav Todorov (bolgár) |

| 2011. szeptember 29. 21:05 |

| Vorszkla Poltava | 1–2               | Hannover 96               |
| ---------------- | ----------------- | ------------------------- |
| Kurylov 50'      | (0–2) Jegyzőkönyv | Abdellaoue 32' Pander 44' |

| Olekszij Butovszkij Vorszkla Stadion, Poltava Nézőszám: 11 000 Játékvezető: Kristinn Jakobsson (izlandi) |

| 2011. szeptember 29. 21:05 |

| Standard de Liège              | 3–0               | FC København |
| ------------------------------ | ----------------- | ------------ |
| Seijas 57' Felipe 72' Kanu 79' | (0–0) Jegyzőkönyv |              |

| Stade Maurice Dufrasne, Liège Nézőszám: 13 368 Játékvezető: Kristinn Jakobsson (izlandi) |

| 2011. október 20. 21:05 |

| Standard de Liège | 0–0         | Vorszkla Poltava |
| ----------------- | ----------- | ---------------- |
|                   | Jegyzőkönyv |                  |

| Stade Maurice Dufrasne, Liège Játékvezető: Simon Lee Evans (walesi) |

| 2011. október 20. 21:05 |

| Hannover 96          | 2–2               | FC København          |
| -------------------- | ----------------- | --------------------- |
| Pander 29' Pinto 82' | (1–0) Jegyzőkönyv | N’Doye 68' Santin 89' |

| AWD-Arena, Hannover Játékvezető: Laurent Duhamel (francia) |

| 2011. november 3. 19:00 |

| Vorszkla Poltava | 1–3               | Standard de Liège                |
| ---------------- | ----------------- | -------------------------------- |
| Kurylov 5'       | (1–2) Jegyzőkönyv | Seijas 17' Kanu 45+4' Tchité 74' |

| Olekszij Butovszkij Vorszkla Stadion, Poltava Játékvezető: Libor Kovařík (cseh) |

| 2011. november 3. 19:00 |

| FC København | 1–2               | Hannover 96                |
| ------------ | ----------------- | -------------------------- |
| N’Doye 67'   | (0–0) Jegyzőkönyv | Schlaudraff 71' Stindl 74' |

| Parken Stadion, Koppenhága Játékvezető: Eric Braamhaar (holland) |

| 2011. november 30. 21:05 |

| Standard de Liège     | 2–0               | Hannover 96 |
| --------------------- | ----------------- | ----------- |
| Tchité 26' Cyriac 59' | (1–0) Jegyzőkönyv |             |

| Stade Maurice Dufrasne, Liège Játékvezető: Antonio Damato (olasz) |

| 2011. november 30. 21:05 |

| Vorszkla Poltava   | 1–1               | FC København |
| ------------------ | ----------------- | ------------ |
| N'Doye 31' (öngól) | (1–1) Jegyzőkönyv | N'Doye 37'   |

| Olekszij Butovszkij Vorszkla Stadion, Poltava Játékvezető: Aleksei Kulbakov (fehérorosz) |

| 2011. december 15. 19:00 |

| Hannover 96                         | 3–1               | Vorszkla Poltava       |
| ----------------------------------- | ----------------- | ---------------------- |
| Rausch 25' Konan Ya 33' Sobiech 78' | (2–1) Jegyzőkönyv | Bezus 45+1' (11-esből) |

| AWD-Arena, Hannover Játékvezető: Leontios Trattou (ciprusi) |

| 2011. december 15. 19:00 |

| FC København | 0–1               | Standard de Liège |
| ------------ | ----------------- | ----------------- |
|              | (0–1) Jegyzőkönyv | Batshuayi 31'     |

| Parken Stadion, Koppenhága Játékvezető: Hüseyin Göçek (török) |

### C csoport
| Csapat          | M | Gy | D | V | G+ | G– | Gk | P  |
| --------------- | - | -- | - | - | -- | -- | -- | -- |
| PSV Eindhoven   | 6 | 5  | 1 | 0 | 13 | 5  | +8 | 16 |
| Legia Warszawa  | 6 | 3  | 0 | 3 | 7  | 9  | –2 | 9  |
| Hapóél Tel-Aviv | 6 | 2  | 1 | 3 | 10 | 9  | +1 | 7  |
| Rapid București | 6 | 1  | 0 | 5 | 5  | 12 | –7 | 3  |

|                 | PSV | HAP | RAP | WAR |
| --------------- | --- | --- | --- | --- |
| PSV Eindhoven   |     | 3–3 | 2–1 | 1–0 |
| Hapóél Tel-Aviv | 0–1 |     | 0–1 | 2–0 |
| Rapid București | 1–3 | 1–3 |     | 0–1 |
| Legia Warszawa  | 0–3 | 3–2 | 3–1 |     |

| 2011. szeptember 15. 19:00 |

| Hapóél Tel-Aviv | 0–1               | Rapid București |
| --------------- | ----------------- | --------------- |
|                 | (0–0) Jegyzőkönyv | Herea 55'       |

| Bloomfield Stadion, Tel-Aviv Nézőszám: 8000 Játékvezető: Hannes Kaasik (észt) |

| 2011. szeptember 15. 19:00 |

| PSV Eindhoven | 1–0               | Legia Warszawa |
| ------------- | ----------------- | -------------- |
| Mertens 21'   | (1–0) Jegyzőkönyv |                |

| Philips Stadion, Eindhoven Nézőszám: 13 000 Játékvezető: Vad István (magyar) |

| 2011. szeptember 29. 21:05 |

| Legia Warszawa                                    | 3–2               | Hapóél Tel-Aviv    |
| ------------------------------------------------- | ----------------- | ------------------ |
| Ljuboja 67' Komorowski 72' (11-esből) Radović 89' | (0–1) Jegyzőkönyv | Tamuz 34' Lala 79' |

| Pepsi Arena, Varsó Nézőszám: 20 150 Játékvezető: Saïd Ennjimi (francia) |

| 2011. szeptember 29. 21:05 |

| Rapid București | 1–3               | PSV Eindhoven                       |
| --------------- | ----------------- | ----------------------------------- |
| Alexa 28'       | (1–1) Jegyzőkönyv | Bouma 43' Toivonen 89' Matavž 90+2' |

| Nemzeti Stadion, Bukarest Nézőszám: 21 320 Játékvezető: Fredy Fautrel (francia) |

| 2011. október 20. 21:05 |

| Rapid București | 0–1               | Legia Warszawa |
| --------------- | ----------------- | -------------- |
|                 | (0–0) Jegyzőkönyv | Radović 73'    |

| Nemzeti Stadion, Bukarest Játékvezető: Fernando Teixeira Vitienes (spanyol) |

| 2011. október 20. 21:05 |

| Hapóél Tel-Aviv | 0–1               | PSV Eindhoven            |
| --------------- | ----------------- | ------------------------ |
|                 | (0–0) Jegyzőkönyv | Wijnaldum 70' (11-esből) |

| Bloomfield Stadion, Tel-Aviv Játékvezető: Szergej Karaszjov (orosz) |

| 2011. november 3. 19:00 |

| Legia Warszawa                   | 3–1               | Rapid București |
| -------------------------------- | ----------------- | --------------- |
| Radović 53' 69' Kucharczyk 90+3' | (0–0) Jegyzőkönyv | Teixeira 65'    |

| Pepsi Arena, Varsó Játékvezető: Stefan Johannesson (svéd) |

| 2011. november 3. 19:00 |

| PSV Eindhoven                            | 3–3               | Hapóél Tel-Aviv          |
| ---------------------------------------- | ----------------- | ------------------------ |
| Wijnaldum 12' Toivonen 59' Strootman 87' | (1–2) Jegyzőkönyv | Damari 10' Tamuz 33' 47' |

| Philips Stadion, Eindhoven Játékvezető: Stuart Attwell (angol) |

| 2011. november 30. 21:05 |

| Rapid București     | 1–3               | Hapóél Tel-Aviv                              |
| ------------------- | ----------------- | -------------------------------------------- |
| Deac 43' (11-esből) | (1–3) Jegyzőkönyv | Igiebor 12' Tamuz 39' (11-esből) Tuama 45+1' |

| Nemzeti Stadion, Bukarest Játékvezető: Szabó Zsolt (magyar) |

| 2011. november 30. 21:05 |

| Legia Warszawa | 0–3               | PSV Eindhoven                                          |
| -------------- | ----------------- | ------------------------------------------------------ |
|                | (0–1) Jegyzőkönyv | Żewłakow 32' (öngól) Mertens 59' (11-esből) Labyad 68' |

| Pepsi Arena, Varsó Játékvezető: Fırat Aydınus (török) |

| 2011. december 15. 19:00 |

| Hapóél Tel-Aviv     | 2–0               | Legia Warszawa |
| ------------------- | ----------------- | -------------- |
| Tuama 33' Yadin 76' | (1–0) Jegyzőkönyv |                |

| Bloomfield Stadion, Tel-Aviv Játékvezető: Thomas Einwaller (osztrák) |

| 2011. december 15. 19:00 |

| PSV Eindhoven          | 2–1               | Rapid București |
| ---------------------- | ----------------- | --------------- |
| Manolev 75' Matavž 79' | (0–0) Jegyzőkönyv | Pancu 90+2'     |

| Philips Stadion, Eindhoven Játékvezető: Simon Lee Evans (walesi) |

### D csoport
| Csapat    | M | Gy | D | V | G+ | G– | Gk | P  |
| --------- | - | -- | - | - | -- | -- | -- | -- |
| Sporting  | 6 | 4  | 0 | 2 | 8  | 4  | +4 | 12 |
| Lazio     | 6 | 2  | 3 | 1 | 7  | 5  | +2 | 9  |
| FC Vaslui | 6 | 1  | 3 | 2 | 5  | 8  | –3 | 6  |
| FC Zürich | 6 | 1  | 2 | 3 | 5  | 8  | –3 | 5  |

|           | SPO | LAZ | ZÜR | VAS |
| --------- | --- | --- | --- | --- |
| Sporting  |     | 2–1 | 2–0 | 2–0 |
| Lazio     | 2–0 |     | 1–0 | 2–2 |
| FC Zürich | 0–2 | 1–1 |     | 2–0 |
| FC Vaslui | 1–0 | 0–0 | 2–2 |     |

| 2011. szeptember 15. 19:00 |

| FC Zürich | 0–2               | Sporting                     |
| --------- | ----------------- | ---------------------------- |
|           | (0–2) Jegyzőkönyv | Insúa 4' Van Wolfswinkel 21' |

| Letzigrund, Zürich Nézőszám: 10 400 Játékvezető: Pol van Boekel (holland) |

| 2011. szeptember 15. 19:00 |

| Lazio                           | 2–2               | FC Vaslui                 |
| ------------------------------- | ----------------- | ------------------------- |
| Cissé 35' (11-esből) Sculli 71' | (1–0) Jegyzőkönyv | Wesley 59' 63' (11-esből) |

| Stadio Olimpico, Róma Nézőszám: 50 000 Játékvezető: Eric Braamhaar (holland) |

| 2011. szeptember 29. 21:05 |

| FC Vaslui                            | 2–2               | FC Zürich                |
| ------------------------------------ | ----------------- | ------------------------ |
| Wesley 62' (11-esből) Temwanjera 77' | (0–1) Jegyzőkönyv | Alphonse 32' Mehmedi 78' |

| Stadionul Ceahlăul, Karácsonkő1 Játékvezető: Menashe Masiah (izraeli) |

| 2011. szeptember 29. 21:05 |

| Sporting                        | 2–1               | Lazio     |
| ------------------------------- | ----------------- | --------- |
| Van Wolfswinkel 21' Insúa 45+2' | (2–1) Jegyzőkönyv | Klose 40' |

| Estádio José Alvalade, Lisszabon Játékvezető: Serge Gumienny (belga) |

| 2011. október 20. 21:05 |

| Sporting                 | 2–0               | FC Vaslui |
| ------------------------ | ----------------- | --------- |
| Evaldo 43' Fernández 70' | (1–0) Jegyzőkönyv |           |

| Estádio José Alvalade, Lisszabon Játékvezető: Clément Turpin (francia) |

| 2011. október 20. 21:05 |

| FC Zürich | 1–1               | Lazio      |
| --------- | ----------------- | ---------- |
| Nikci 23' | (1–1) Jegyzőkönyv | Sculli 22' |

| Letzigrund, Zürich Játékvezető: Pawel Gil (lengyel) |

| 2011. november 3. 19:00 |

| FC Vaslui | 1–0               | Sporting |
| --------- | ----------------- | -------- |
| Zmeu 30'  | (1–0) Jegyzőkönyv |          |

| Stadionul Ceahlăul, Karácsonkő1 Játékvezető: Kristinn Jakobsson (izlandi) |

| 2011. november 3. 19:00 |

| Lazio       | 1–0               | FC Zürich |
| ----------- | ----------------- | --------- |
| Brocchi 62' | (0–0) Jegyzőkönyv |           |

| Stadio Olimpico, Róma Játékvezető: Mihálisz Kukulákisz (görög) |

| 2011. december 1. 21:05 |

| Sporting                         | 2–0               | FC Zürich |
| -------------------------------- | ----------------- | --------- |
| Van Wolfswinkel 15' Bozsinov 58' | (1–0) Jegyzőkönyv |           |

| Estádio José Alvalade, Lisszabon Játékvezető: Peter Rasmussen (dán) |

| 2011. december 1. 21:05 |

| FC Vaslui | 0–0         | Lazio |
| --------- | ----------- | ----- |
|           | Jegyzőkönyv |       |

| Stadionul Ceahlăul, Karácsonkő1 Játékvezető: Milorad Mažić (szerb) |

| 2011. december 14. 19:00 |

| FC Zürich              | 2–0               | FC Vaslui |
| ---------------------- | ----------------- | --------- |
| Margairaz 69' Buff 90' | (0–0) Jegyzőkönyv |           |

| Letzigrund, Zürich Játékvezető: Maksim Layushkin (orosz) |

| 2011. december 14. 19:00 |

| Lazio                | 2–0               | Sporting |
| -------------------- | ----------------- | -------- |
| Kozák 42' Sculli 55' | (1–0) Jegyzőkönyv |          |

| Stadio Olimpico, Róma Játékvezető: Mike Dean (angol) |

- 1. Az FC Vaslui a hazai mérkőzéseit a Stadionul Ceahlăulban, Karácsonkőn játszotta, mert a hazai stadionjuk, a Stadionul Municipal nem felelt meg az UEFA előírásainak.

### E csoport
| Csapat           | M | Gy | D | V | G+ | G– | Gk | P  |
| ---------------- | - | -- | - | - | -- | -- | -- | -- |
| Beşiktaş JK      | 6 | 4  | 0 | 2 | 13 | 7  | +6 | 12 |
| Stoke City       | 6 | 3  | 2 | 1 | 10 | 7  | +3 | 11 |
| Dinamo Kijiv     | 6 | 1  | 4 | 1 | 7  | 7  | 0  | 7  |
| Makkabi Tel-Aviv | 6 | 0  | 2 | 4 | 8  | 17 | –9 | 2  |

|                  | DIN | BES | STO | MAK |
| ---------------- | --- | --- | --- | --- |
| Dinamo Kijiv     |     | 1–0 | 1–1 | 3–3 |
| Beşiktaş JK      | 1–0 |     | 3–1 | 5–1 |
| Stoke City       | 1–1 | 2–1 |     | 3–0 |
| Makkabi Tel-Aviv | 1–1 | 2–3 | 1–2 |     |

| 2011. szeptember 15. 19:00 |

| Dinamo Kijiv    | 1–1               | Stoke City |
| --------------- | ----------------- | ---------- |
| Vukojević 90+1' | (0–0) Jegyzőkönyv | Jerome 55' |

| Dinamo Stadion, Kijev Nézőszám: 14 500 Játékvezető: Ovidiu Hațegan (román) |

| 2011. szeptember 15. 19:00 |

| Beşiktaş JK                                       | 5–1               | Makkabi Tel-Aviv |
| ------------------------------------------------- | ----------------- | ---------------- |
| Almeida 3' 28' M. Aurélio 51' Korkmaz 53' Edu 88' | (2–0) Jegyzőkönyv | Kahat 48'        |

| İnönü Stadion, Isztambul Nézőszám: 28 000 Játékvezető: Vladislav Bezborodov (orosz) |

| 2011. szeptember 29. 21:05 |

| Makkabi Tel-Aviv | 1–1               | Dinamo Kijiv |
| ---------------- | ----------------- | ------------ |
| Micha 44'        | (1–1) Jegyzőkönyv | Brown 9'     |

| Bloomfield Stadion, Tel-Aviv Játékvezető: Marijo Strahonja (horvát) |

| 2011. szeptember 29. 21:05 |

| Stoke City                        | 2–1               | Beşiktaş JK |
| --------------------------------- | ----------------- | ----------- |
| Crouch 15' Walters 78' (11-esből) | (1–1) Jegyzőkönyv | Hilbert 14' |

| Britannia Stadium, Stoke-on-Trent Játékvezető: Antony Gautier (francia) |

| 2011. október 20. 21:05 |

| Stoke City                       | 3–0               | Makkabi Tel-Aviv |
| -------------------------------- | ----------------- | ---------------- |
| Jones 12' Jerome 24' Shotton 32' | (3–0) Jegyzőkönyv |                  |

| Britannia Stadium, Stoke-on-Trent Játékvezető: Anasztásziosz Kákosz (görög) |

| 2011. október 20. 21:05 |

| Dinamo Kijiv  | 1–0               | Beşiktaş JK |
| ------------- | ----------------- | ----------- |
| Harmash 90+4' | (0–0) Jegyzőkönyv |             |

| Dinamo Stadion, Kijev Játékvezető: Milorad Mažić (szerb) |

| 2011. november 3. 19:00 |

| Makkabi Tel-Aviv | 1–2               | Stoke City               |
| ---------------- | ----------------- | ------------------------ |
| Colautti 90'     | (0–0) Jegyzőkönyv | Whitehead 51' Crouch 64' |

| Bloomfield Stadion, Tel-Aviv Játékvezető: Duarte Gomes (portugál) |

| 2011. november 3. 19:00 |

| Beşiktaş JK | 1–0               | Dinamo Kijiv |
| ----------- | ----------------- | ------------ |
| Korkmaz 68' | (0–0) Jegyzőkönyv |              |

| İnönü Stadion, Isztambul Játékvezető: Tommy Skjerven (norvég) |

| 2011. december 1. 21:05 |

| Stoke City | 1–1               | Dinamo Kijiv      |
| ---------- | ----------------- | ----------------- |
| Jones 81'  | (0–1) Jegyzőkönyv | Upson 27' (öngól) |

| Britannia Stadium, Stoke-on-Trent Játékvezető: Florian Meyer (német) |

| 2011. december 1. 21:05 |

| Makkabi Tel-Aviv     | 2–3               | Beşiktaş JK                      |
| -------------------- | ----------------- | -------------------------------- |
| Yeini 59' Lugasi 70' | (0–1) Jegyzőkönyv | Quaresma 45+1' 90+2' Toraman 47' |

| Bloomfield Stadion, Tel-Aviv Játékvezető: Serge Gumienny (belga) |

| 2011. december 14. 19:00 |

| Dinamo Kijiv                      | 3–3               | Makkabi Tel-Aviv              |
| --------------------------------- | ----------------- | ----------------------------- |
| Yeini 12' (öngól) Huszjev 17' 80' | (2–0) Jegyzőkönyv | Vered 49' Atar 62' Dabour 75' |

| Dinamo Stadion, Kijev Játékvezető: Daniel Stålhammar (svéd) |

| 2011. december 14. 19:00 |

| Beşiktaş JK                                   | 3–1               | Stoke City |
| --------------------------------------------- | ----------------- | ---------- |
| Fernandes 59' (11-esből) Pektemek 74' Edu 82' | (0–1) Jegyzőkönyv | Fuller 29' |

| İnönü Stadion, Isztambul Játékvezető: Marcin Borski (lengyel) |

### F csoport
| Csapat              | M | Gy | D | V | G+ | G– | Gk | P  |
| ------------------- | - | -- | - | - | -- | -- | -- | -- |
| Athletic Bilbao     | 6 | 4  | 1 | 1 | 11 | 8  | +3 | 13 |
| Red Bull Salzburg   | 6 | 3  | 1 | 2 | 11 | 8  | +3 | 10 |
| Paris Saint-Germain | 6 | 3  | 1 | 2 | 8  | 7  | +1 | 10 |
| Slovan Bratislava   | 6 | 0  | 1 | 5 | 4  | 11 | –7 | 1  |

|                     | PSG | ATH | SAL | BRA |
| ------------------- | --- | --- | --- | --- |
| Paris Saint-Germain |     | 4–2 | 3–1 | 1–0 |
| Athletic Bilbao     | 2–0 |     | 2–2 | 2–1 |
| Red Bull Salzburg   | 2–0 | 0–1 |     | 3–0 |
| Slovan Bratislava   | 0–0 | 1–2 | 2–3 |     |

| 2011. szeptember 15. 19:00 |

| Slovan Bratislava | 1–2               | Athletic Bilbao         |
| ----------------- | ----------------- | ----------------------- |
| Guédé 34'         | (1–2) Jegyzőkönyv | Susaeta 13' Muniain 40' |

| Štadión Pasienky, Pozsony Nézőszám: 6328 Játékvezető: Alon Yefet (izraeli) |

| 2011. szeptember 15. 19:00 |

| Paris Saint-Germain                      | 3–1               | Red Bull Salzburg |
| ---------------------------------------- | ----------------- | ----------------- |
| Nenê 35' (11-esből) Bodmer 44' Ménez 67' | (2–0) Jegyzőkönyv | Sekagya 87'       |

| Parc des Princes, Párizs Nézőszám: 23 039 Játékvezető: Luca Banti (olasz) |

| 2011. szeptember 29. 21:05 |

| Red Bull Salzburg                    | 3–0               | Slovan Bratislava |
| ------------------------------------ | ----------------- | ----------------- |
| Leonardo 60' Zárate 76' Švento 90+5' | (0–0) Jegyzőkönyv |                   |

| Red Bull Arena, Salzburg Játékvezető: Alexandru Dan Tudor (román) |

| 2011. szeptember 29. 21:05 |

| Athletic Bilbao             | 2–0               | Paris Saint-Germain |
| --------------------------- | ----------------- | ------------------- |
| Gabilondo 20' Susaeta 45+1' | (2–0) Jegyzőkönyv |                     |

| San Mamés Stadion, Bilbao Játékvezető: Bas Nijhuis (holland) |

| 2011. október 20. 21:05 |

| Athletic Bilbao                        | 2–2               | Red Bull Salzburg        |
| -------------------------------------- | ----------------- | ------------------------ |
| Llorente 69' (11-esből) 75' (11-esből) | (0–2) Jegyzőkönyv | Wallner 30' Leonardo 36' |

| San Mamés Stadion, Bilbao Játékvezető: Ivan Bebek (horvát) |

| 2011. október 20. 21:05 |

| Slovan Bratislava | 0–0         | Paris Saint-Germain |
| ----------------- | ----------- | ------------------- |
|                   | Jegyzőkönyv |                     |

| Štadión Pasienky, Pozsony Játékvezető: Lee Probert (angol) |

| 2011. november 3. 19:00 |

| Red Bull Salzburg | 0–1               | Athletic Bilbao   |
| ----------------- | ----------------- | ----------------- |
|                   | (0–1) Jegyzőkönyv | Ander Herrera 37' |

| Red Bull Arena, Salzburg Játékvezető: Stanislav Todorov (bolgár) |

| 2011. november 3. 19:00 |

| Paris Saint-Germain | 1–0               | Slovan Bratislava |
| ------------------- | ----------------- | ----------------- |
| Pastore 63'         | (0–0) Jegyzőkönyv |                   |

| Parc des Princes, Párizs Játékvezető: Mark Courtney (északír) |

| 2011. december 1. 21:05 |

| Athletic Bilbao           | 2–1               | Slovan Bratislava |
| ------------------------- | ----------------- | ----------------- |
| de Marcos 15' Susaeta 75' | (1–1) Jegyzőkönyv | Šebo 39'          |

| San Mamés Stadion, Bilbao Játékvezető: Hannes Kaasik (észt) |

| 2011. december 1. 21:05 |

| Red Bull Salzburg          | 2–0               | Paris Saint-Germain |
| -------------------------- | ----------------- | ------------------- |
| Jantscher 20' Švento 90+4' | (1–0) Jegyzőkönyv |                     |

| Red Bull Arena, Salzburg Játékvezető: Liran Liany (izraeli) |

| 2011. december 14. 19:00 |

| Slovan Bratislava | 2–3               | Red Bull Salzburg                                     |
| ----------------- | ----------------- | ----------------------------------------------------- |
| Lačný 3' 6'       | (2–2) Jegyzőkönyv | Jantscher 19' (11-esből) Leonardo 24' Had 52' (öngól) |

| Štadión Pasienky, Pozsony Játékvezető: Stefan Johannesson (svéd) |

| 2011. december 14. 19:00 |

| Paris Saint-Germain                                            | 4–2               | Athletic Bilbao         |
| -------------------------------------------------------------- | ----------------- | ----------------------- |
| Pastore 21' Bodmer 41' Pérez 85' (öngól) Hoarau 90' (11-esből) | (2–1) Jegyzőkönyv | Aurtenetxe 3' López 55' |

| Parc des Princes, Párizs Játékvezető: Matej Jug (szlovén) |

### G csoport
| Csapat           | M | Gy | D | V | G+ | G– | Gk  | P  |
| ---------------- | - | -- | - | - | -- | -- | --- | -- |
| Metaliszt Harkiv | 6 | 4  | 2 | 0 | 15 | 6  | +9  | 14 |
| AZ               | 6 | 1  | 5 | 0 | 10 | 7  | +3  | 8  |
| Austria Wien     | 6 | 2  | 2 | 2 | 10 | 11 | –1  | 8  |
| Malmö FF         | 6 | 0  | 1 | 5 | 4  | 15 | –11 | 1  |

|                  | AZ  | HAR | AUS | MAL |
| ---------------- | --- | --- | --- | --- |
| AZ               |     | 1–1 | 2–2 | 4–1 |
| Metaliszt Harkiv | 1–1 |     | 4–1 | 3–1 |
| Austria Wien     | 2–2 | 1–2 |     | 2–0 |
| Malmö FF         | 0–0 | 1–4 | 1–2 |     |

| 2011. szeptember 15. 21:05 |

| AZ                                                   | 4–1               | Malmö FF               |
| ---------------------------------------------------- | ----------------- | ---------------------- |
| Altidore 21' Elm 32' (11-esből) Maher 39' Holman 49' | (3–0) Jegyzőkönyv | Larsson 72' (11-esből) |

| DSB Stadion, Alkmaar Játékvezető: Ivan Bebek (horvát) |

| 2011. szeptember 15. 21:05 |

| Austria Wien | 1–2               | Metaliszt Harkiv                |
| ------------ | ----------------- | ------------------------------- |
| Jun 7'       | (1–0) Jegyzőkönyv | Gueye 56' Xavier 79' (11-esből) |

| Franz Horr Stadion, Bécs Játékvezető: Mike Dean (angol) |

| 2011. szeptember 29. 19:00 |

| Metaliszt Harkiv | 1–1               | AZ           |
| ---------------- | ----------------- | ------------ |
| Taison 76'       | (0–1) Jegyzőkönyv | Altidore 26' |

| Metaliszt Stadion, Harkiv Játékvezető: Marcin Borski (lengyel) |

| 2011. szeptember 29. 19:00 |

| Malmö FF    | 1–2               | Austria Wien                 |
| ----------- | ----------------- | ---------------------------- |
| Ranégie 82' | (0–2) Jegyzőkönyv | Barazite 17' A. Grünwald 36' |

| Swedbank Stadion, Malmö Játékvezető: Pawel Gil (lengyel) |

| 2011. október 20. 19:00 |

| Malmö FF  | 1–4               | Metaliszt Harkiv                              |
| --------- | ----------------- | --------------------------------------------- |
| Hamad 22' | (1–2) Jegyzőkönyv | Cristaldo 32' Fininho 45' Edmar 57' Dević 73' |

| Swedbank Stadion, Malmö Játékvezető: Fırat Aydınus (török) |

| 2011. október 20. 19:00 |

| AZ                               | 2–2               | Austria Wien                     |
| -------------------------------- | ----------------- | -------------------------------- |
| Hlinka 80' (öngól) Wernbloom 83' | (0–2) Jegyzőkönyv | Marcellis 19' (öngól) Gorgon 29' |

| DSB Stadion, Alkmaar Játékvezető: Alexandru Dan Tudor (román) |

| 2011. november 3. 21:05 |

| Metaliszt Harkiv           | 3–1               | Malmö FF    |
| -------------------------- | ----------------- | ----------- |
| Taison 46' 56' Fininho 90' | (0–0) Jegyzőkönyv | Ranégie 66' |

| Metaliszt Stadion, Harkiv Játékvezető: Matej Jug (szlovén) |

| 2011. november 3. 21:05 |

| Austria Wien                | 2–2               | AZ                               |
| --------------------------- | ----------------- | -------------------------------- |
| Ortlechner 58' Barazite 60' | (0–2) Jegyzőkönyv | Elm 19' (11-esből) Wernbloom 44' |

| Franz Horr Stadion, Bécs Játékvezető: Tony Chapron (francia) |

| 2011. november 30. 19:00 |

| Malmö FF | 0–0         | AZ |
| -------- | ----------- | -- |
|          | Jegyzőkönyv |    |

| Swedbank Stadion, Malmö Játékvezető: Mark Courtney (északír) |

| 2011. november 30. 19:00 |

| Metaliszt Harkiv                       | 4–1               | Austria Wien |
| -------------------------------------- | ----------------- | ------------ |
| Dević 16' Edmar 40' Gueye 60' Sosa 90' | (2–1) Jegyzőkönyv | Mader 19'    |

| Metaliszt Stadion, Harkiv Játékvezető: Cristian Balaj (román) |

| 2011. december 15. 21:05 |

| AZ        | 1–1               | Metaliszt Harkiv |
| --------- | ----------------- | ---------------- |
| Maher 37' | (1–1) Jegyzőkönyv | Dević 37'        |

| DSB Stadion, Alkmaar Játékvezető: Carlos Clos Gómez (spanyol) |

| 2011. december 15. 21:05 |

| Austria Wien            | 2–0               | Malmö FF |
| ----------------------- | ----------------- | -------- |
| Liendl 62' Barazite 80' | (0–0) Jegyzőkönyv |          |

| Franz Horr Stadion, Bécs Játékvezető: Antti Munukka (finn) |

### H csoport
| Csapat            | M | Gy | D | V | G+ | G– | Gk | P  |
| ----------------- | - | -- | - | - | -- | -- | -- | -- |
| Club Brugge       | 6 | 3  | 2 | 1 | 12 | 9  | +3 | 11 |
| Sporting de Braga | 6 | 3  | 2 | 1 | 12 | 6  | +6 | 11 |
| Birmingham City   | 6 | 3  | 1 | 2 | 8  | 8  | 0  | 10 |
| NK Maribor        | 6 | 0  | 1 | 5 | 6  | 15 | –9 | 1  |

|                   | BRA | BRU | BIR | MAR |
| ----------------- | --- | --- | --- | --- |
| Sporting de Braga |     | 1–2 | 1–0 | 5–1 |
| Club Brugge       | 1–1 |     | 1–2 | 2–0 |
| Birmingham City   | 1–3 | 2–2 |     | 1–0 |
| NK Maribor        | 1–1 | 3–4 | 1–2 |     |

| 2011. szeptember 15. 21:05 |

| Club Brugge          | 2–0               | NK Maribor |
| -------------------- | ----------------- | ---------- |
| Odjidja 7' Dirar 24' | (2–0) Jegyzőkönyv |            |

| Jan Breydel Stadion, Brugge Nézőszám: 16 668 Játékvezető: Fırat Aydınus (török) |

| 2011. szeptember 15. 21:05 |

| Birmingham City | 1–3               | Sporting de Braga              |
| --------------- | ----------------- | ------------------------------ |
| King 71'        | (0–1) Jegyzőkönyv | Hélder Barbosa 6' 88' Lima 59' |

| St. Andrew’s stadion, Birmingham Nézőszám: 21 747 Játékvezető: Deniz Aytekin (német) |

| 2011. szeptember 29. 19:00 |

| Sporting de Braga  | 1–2               | Club Brugge           |
| ------------------ | ----------------- | --------------------- |
| Hélder Barbosa 53' | (0–0) Jegyzőkönyv | Akpala 64' Donk 90+1' |

| Braga városi stadion, Braga Nézőszám: 9145 Játékvezető: Tommy Skjerven (norvég) |

| 2011. szeptember 29. 19:00 |

| NK Maribor | 1–2               | Birmingham City       |
| ---------- | ----------------- | --------------------- |
| Volaš 29'  | (1–0) Jegyzőkönyv | Burke 64' Elliott 79' |

| Stadion Ljudski vrt, Maribor Nézőszám: 10 000 Játékvezető: Tom Harald Hagen (norvég) |

| 2011. október 20. 19:00 |

| NK Maribor  | 1–1               | Sporting de Braga |
| ----------- | ----------------- | ----------------- |
| Ibraimi 14' | (1–1) Jegyzőkönyv | Elderson 44'      |

| Stadion Ljudski vrt, Maribor Játékvezető: Stephan Studer (svájci) |

| 2011. október 20. 19:00 |

| Club Brugge | 1–2               | Birmingham City       |
| ----------- | ----------------- | --------------------- |
| Akpala 3'   | (1–1) Jegyzőkönyv | Murphy 26' Wood 90+9' |

| Jan Breydel Stadion, Brugge Játékvezető: Daniele Orsato (olasz) |

| 2011. november 3. 21:05 |

| Sporting de Braga                                            | 5–1               | NK Maribor |
| ------------------------------------------------------------ | ----------------- | ---------- |
| Lima 4' Alan 7' Elderson 38' Paulo Vinícius 85' Mérida 90+1' | (3–0) Jegyzőkönyv | Volaš 62'  |

| Braga városi stadion, Braga Játékvezető: Leontios Trattou (ciprusi) |

| 2011. november 3. 21:05 |

| Birmingham City                    | 2–2               | Club Brugge            |
| ---------------------------------- | ----------------- | ---------------------- |
| Beausejour 55' King 74' (11-esből) | (0–2) Jegyzőkönyv | Meunier 39' Akpala 44' |

| St. Andrew’s stadion, Birmingham Játékvezető: Marcin Borski (lengyel) |

| 2011. november 30. 19:00 |

| NK Maribor                     | 3–4               | Club Brugge                       |
| ------------------------------ | ----------------- | --------------------------------- |
| Volaš 11' 68' Donk 51' (öngól) | (1–0) Jegyzőkönyv | Dirar 74' 77' Akpala 82' Donk 90' |

| Stadion Ljudski vrt, Maribor Játékvezető: Libor Kovařík (cseh) |

| 2011. november 30. 19:00 |

| Sporting de Braga | 1–0               | Birmingham City |
| ----------------- | ----------------- | --------------- |
| Viana 51'         | (0–0) Jegyzőkönyv |                 |

| Braga városi stadion, Braga Játékvezető: Markus Strömbergsson (svéd) |

| 2011. december 15. 21:05 |

| Club Brugge   | 1–1               | Sporting de Braga |
| ------------- | ----------------- | ----------------- |
| Vleminckx 50' | (0–0) Jegyzőkönyv | Ewerton 65'       |

| Jan Breydel Stadion, Brugge Játékvezető: Alekszandar Sztavrev (macedón) |

| 2011. december 15. 21:05 |

| Birmingham City | 1–0               | NK Maribor |
| --------------- | ----------------- | ---------- |
| Rooney 24'      | (1–0) Jegyzőkönyv |            |

| St. Andrew’s stadion, Birmingham Játékvezető: Sascha Kever (svájci) |

### I csoport
| Csapat             | M | Gy | D | V | G+ | G– | Gk | P  |
| ------------------ | - | -- | - | - | -- | -- | -- | -- |
| Atlético de Madrid | 6 | 4  | 1 | 1 | 11 | 5  | +6 | 13 |
| Udinese Calcio     | 6 | 2  | 3 | 1 | 6  | 7  | –1 | 9  |
| Celtic             | 6 | 1  | 3 | 2 | 6  | 7  | –1 | 6  |
| Stade Rennais      | 6 | 0  | 3 | 3 | 5  | 10 | –5 | 3  |

|                    | ATM | UDI | REN | CEL |
| ------------------ | --- | --- | --- | --- |
| Atlético de Madrid |     | 4–0 | 3–1 | 2–0 |
| Udinese Calcio     | 2–0 |     | 2–1 | 1–1 |
| Stade Rennais      | 1–1 | 0–0 |     | 1–1 |
| Celtic             | 0–1 | 1–1 | 3–1 |     |

| 2011. szeptember 15. 21:05 |

| Udinese Calcio           | 2–1               | Stade Rennais |
| ------------------------ | ----------------- | ------------- |
| di Natale 39' Armero 83' | (1–1) Jegyzőkönyv | Hadji 18'     |

| Friuli Stadion, Udine Nézőszám: 15 000 Játékvezető: Cristian Balaj (román) |

| 2011. szeptember 15. 21:05 |

| Atlético de Madrid  | 2–0               | Celtic |
| ------------------- | ----------------- | ------ |
| Falcao 3' Diego 68' | (1–0) Jegyzőkönyv |        |

| Vicente Calderón Stadion, Madrid Nézőszám: 25 000 Játékvezető: Peter Rasmussen (dán) |

| 2011. szeptember 29. 19:00 |

| Celtic                      | 1–1               | Udinese Calcio      |
| --------------------------- | ----------------- | ------------------- |
| Ki Sung-Yueng 3' (11-esből) | (1–0) Jegyzőkönyv | Abdi 88' (11-esből) |

| Celtic Park, Glasgow Nézőszám: 37 000 Játékvezető: Bülent Yıldırım (török) |

| 2011. szeptember 29. 19:00 |

| Stade Rennais | 1–1               | Atlético de Madrid |
| ------------- | ----------------- | ------------------ |
| Montaño 55'   | (0–0) Jegyzőkönyv | Juanfran 86'       |

| Stade de la Route de Lorient, Rennes Nézőszám: 24 298 Játékvezető: Hüseyin Göçek (török) |

| 2011. október 20. 19:00 |

| Stade Rennais         | 1–1               | Celtic     |
| --------------------- | ----------------- | ---------- |
| Cha Du-Ri 30' (öngól) | (1–0) Jegyzőkönyv | Ledley 70' |

| Stade de la Route de Lorient, Rennes Játékvezető: Robert Malek (lengyel) |

| 2011. október 20. 19:00 |

| Udinese Calcio                 | 2–0               | Atlético de Madrid |
| ------------------------------ | ----------------- | ------------------ |
| Benatia 88' Floro Flores 90+3' | (0–0) Jegyzőkönyv |                    |

| Friuli Stadion, Udine Játékvezető: Alon Yefet (izraeli) |

| 2011. november 3. 21:05 |

| Celtic                    | 3–1               | Stade Rennais |
| ------------------------- | ----------------- | ------------- |
| Stokes 30' 43' Hooper 82' | (2–1) Jegyzőkönyv | Mangane 2'    |

| Celtic Park, Glasgow Játékvezető: Bruno Paixão (portugál) |

| 2011. november 3. 21:05 |

| Atlético de Madrid                 | 4–0               | Udinese Calcio |
| ---------------------------------- | ----------------- | -------------- |
| Adrián 6' 12' Diego 36' Falcao 67' | (3–0) Jegyzőkönyv |                |

| Vicente Calderón Stadion, Madrid Játékvezető: Vad István (magyar) |

| 2011. november 30. 19:00 |

| Stade Rennais | 0–0         | Udinese Calcio |
| ------------- | ----------- | -------------- |
|               | Jegyzőkönyv |                |

| Stade de la Route de Lorient, Rennes Játékvezető: Szergej Karaszjov (orosz) |

| 2011. november 30. 19:00 |

| Celtic | 0–1               | Atlético de Madrid |
| ------ | ----------------- | ------------------ |
|        | (0–1) Jegyzőkönyv | Arda 30'           |

| Celtic Park, Glasgow Játékvezető: Eric Braamhaar (holland) |

| 2011. december 15. 21:05 |

| Udinese Calcio  | 1–1               | Celtic     |
| --------------- | ----------------- | ---------- |
| di Natale 45+1' | (1–1) Jegyzőkönyv | Hooper 29' |

| Friuli Stadion, Udine Játékvezető: Mihálisz Kukulákisz (görög) |

| 2011. december 15. 21:05 |

| Atlético de Madrid                           | 3–1               | Stade Rennais |
| -------------------------------------------- | ----------------- | ------------- |
| Falcao 38' (11-esből) Domínguez 43' Arda 79' | (2–0) Jegyzőkönyv | Mandjeck 86'  |

| Vicente Calderón Stadion, Madrid Játékvezető: Kristinn Jakobsson (izlandi) |

### J csoport
| Csapat           | M | Gy | D | V | G+ | G– | Gk  | P  |
| ---------------- | - | -- | - | - | -- | -- | --- | -- |
| Schalke 04       | 6 | 4  | 2 | 0 | 13 | 2  | +11 | 14 |
| Steaua București | 6 | 2  | 2 | 2 | 9  | 11 | –2  | 8  |
| Makkabi Haifa    | 6 | 2  | 0 | 4 | 10 | 12 | –2  | 6  |
| AÉK Lárnakasz    | 6 | 1  | 2 | 3 | 4  | 11 | –7  | 5  |

|                  | SCH | STE | MAK | LÁR |
| ---------------- | --- | --- | --- | --- |
| Schalke 04       |     | 2–1 | 3–1 | 0–0 |
| Steaua București | 0–0 |     | 4–2 | 3–1 |
| Makkabi Haifa    | 0–3 | 5–0 |     | 1–0 |
| AÉK Lárnakasz    | 0–5 | 1–1 | 2–1 |     |

| 2011. szeptember 15. 21:05 |

| Makkabi Haifa | 1–0               | AÉK Lárnakasz |
| ------------- | ----------------- | ------------- |
| Ghadir 54'    | (0–0) Jegyzőkönyv |               |

| Ramat Gan Stadion, Ramat Gan Nézőszám: 9305 Játékvezető: Libor Kovařík (cseh) |

| 2011. szeptember 15. 21:05 |

| Steaua București | 0–0         | Schalke 04 |
| ---------------- | ----------- | ---------- |
|                  | Jegyzőkönyv |            |

| Stadionul Dr. Constantin Rădulescu, Kolozsvár1 Nézőszám: 15 000 Játékvezető: Mihálisz Kukulákisz (görög) |

| 2011. szeptember 29. 19:00 |

| Schalke 04              | 3–1               | Makkabi Haifa |
| ----------------------- | ----------------- | ------------- |
| Fuchs 8' 66' Jurado 82' | (1–1) Jegyzőkönyv | Vered 35'     |

| Veltins-Arena, Gelsenkirchen Játékvezető: Manuel De Sousa (portugál) |

| 2011. szeptember 29. 19:00 |

| AÉK Lárnakasz | 1–1               | Steaua București |
| ------------- | ----------------- | ---------------- |
| Mrdaković 59' | (0–0) Jegyzőkönyv | Costea 65'       |

| GSZP Stadion, Nicosia² Játékvezető: Mark Courtney (északír) |

| 2011. október 20. 19:00 |

| AÉK Lárnakasz | 0–5               | Schalke 04                                           |
| ------------- | ----------------- | ---------------------------------------------------- |
|               | (0–3) Jegyzőkönyv | Holtby 23' Huntelaar 35' 88' Höwedes 40' Draxler 87' |

| GSZP Stadion, Nicosia² Játékvezető: Luca Banti (olasz) |

| 2011. október 20. 19:00 |

| Makkabi Haifa                                             | 5–0               | Steaua București |
| --------------------------------------------------------- | ----------------- | ---------------- |
| Amashe 10' 20' Katan 38' (11-esből) Twatiha 72' Vered 79' | (3–0) Jegyzőkönyv |                  |

| Ramat Gan Stadion, Ramat Gan Játékvezető: Daniel Stålhammar (svéd) |

| 2011. november 3. 21:05 |

| Schalke 04 | 0–0         | AÉK Lárnakasz |
| ---------- | ----------- | ------------- |
|            | Jegyzőkönyv |               |

| Veltins-Arena, Gelsenkirchen Játékvezető: Hannes Kaasik (észt) |

| 2011. november 3. 21:05 |

| Steaua București                         | 4–2               | Makkabi Haifa          |
| ---------------------------------------- | ----------------- | ---------------------- |
| L. Tatu 13' F. Costea 28' Tănase 64' 84' | (2–2) Jegyzőkönyv | Meshumar 36' Katan 40' |

| Stadionul Dr. Constantin Rădulescu, Kolozsvár1 Játékvezető: Kevin Blom (holland) |

| 2011. december 1. 19:00 |

| AÉK Lárnakasz                  | 2–1               | Makkabi Haifa |
| ------------------------------ | ----------------- | ------------- |
| Gonzalo García 14' Pintado 51' | (1–0) Jegyzőkönyv | Buljat 75'    |

| GSZP Stadion, Nicosia² Játékvezető: Andre Marriner (angol) |

| 2011. december 1. 19:00 |

| Schalke 04                | 2–1               | Steaua București |
| ------------------------- | ----------------- | ---------------- |
| Papadópulosz 25' Raúl 57' | (1–1) Jegyzőkönyv | Rusescu 33'      |

| Veltins-Arena, Gelsenkirchen Játékvezető: Antonio Mateu Lahoz (spanyol) |

| 2011. december 14. 21:05 |

| Makkabi Haifa | 0–3               | Schalke 04                                |
| ------------- | ----------------- | ----------------------------------------- |
|               | (0–1) Jegyzőkönyv | Buljat 7' (öngól) Marica 84' Wiegel 90+2' |

| Ramat Gan Stadion, Ramat Gan Játékvezető: Fredy Fautrel (francia) |

| 2011. december 14. 21:05 |

| Steaua București                       | 3–1               | AÉK Lárnakasz |
| -------------------------------------- | ----------------- | ------------- |
| Rusescu 55' (11-esből) Nikolić 70' 85' | (0–0) Jegyzőkönyv | Pintado 61'   |

| Stadionul Dr. Constantin Rădulescu, Kolozsvár1 Játékvezető: Saïd Ennjimi (francia) |

### K csoport
| Csapat       | M | Gy | D | V | G+ | G– | Gk | P  |
| ------------ | - | -- | - | - | -- | -- | -- | -- |
| Twente       | 6 | 4  | 1 | 1 | 14 | 7  | +7 | 13 |
| Wisła Kraków | 6 | 3  | 0 | 3 | 8  | 13 | –5 | 9  |
| Fulham       | 6 | 2  | 2 | 2 | 9  | 6  | +3 | 8  |
| Odense BK    | 6 | 1  | 1 | 4 | 9  | 14 | –5 | 4  |

|              | TWE | FUL | ODE | WIS |
| ------------ | --- | --- | --- | --- |
| Twente       |     | 1–0 | 3–2 | 4–1 |
| Fulham       | 1–1 |     | 2–2 | 4–1 |
| Odense BK    | 1–4 | 0–2 |     | 1–2 |
| Wisła Kraków | 2–1 | 1–0 | 1–3 |     |

| 2011. szeptember 15. 21:05 |

| Wisła Kraków | 1–3               | Odense BK                          |
| ------------ | ----------------- | ---------------------------------- |
| Kirm 54'     | (0–1) Jegyzőkönyv | Johansson 35' Utaka 80' Falk 90+2' |

| Henryk Reyman Stadion, Krakkó Nézőszám: 12 950 Játékvezető: Sascha Kever (svájci) |

| 2011. szeptember 15. 21:05 |

| Fulham      | 1–1               | Twente      |
| ----------- | ----------------- | ----------- |
| Johnson 19' | (1–1) Jegyzőkönyv | De Jong 40' |

| Craven Cottage, London Nézőszám: 14 110 Játékvezető: Antonio Damato (olasz) |

| 2011. szeptember 29. 19:00 |

| Twente                                  | 4–1               | Wisła Kraków |
| --------------------------------------- | ----------------- | ------------ |
| De Jong 32' Janko 45+1' 57' Janssen 80' | (2–1) Jegyzőkönyv | Biton 9'     |

| De Grolsch Veste, Enschede Játékvezető: Duarte Gomes (portugál) |

| 2011. szeptember 29. 19:00 |

| Odense BK | 0–2               | Fulham          |
| --------- | ----------------- | --------------- |
|           | (0–1) Jegyzőkönyv | Johnson 36' 88' |

| Fionia Park, Odense Játékvezető: Maksim Layushkin (orosz) |

| 2011. október 20. 19:00 |

| Odense BK | 1–4               | Twente                                       |
| --------- | ----------------- | -------------------------------------------- |
| Fall 71'  | (0–2) Jegyzőkönyv | Brama 13' Bajrami 31' Chadli 65' de Jong 82' |

| Fionia Park, Odense Játékvezető: David Fernández Borbalán (spanyol) |

| 2011. október 20. 19:00 |

| Wisła Kraków | 1–0               | Fulham |
| ------------ | ----------------- | ------ |
| Biton 60'    | (0–0) Jegyzőkönyv |        |

| Henryk Reyman Stadion, Krakkó Játékvezető: Martin Hansson (svéd) |

| 2011. november 3. 21:05 |

| Twente                                 | 3–2               | Odense BK    |
| -------------------------------------- | ----------------- | ------------ |
| Høegh 35' (öngól) Landzaat 37' Fer 82' | (2–1) Jegyzőkönyv | Fall 11' 62' |

| De Grolsch Veste, Enschede Játékvezető: Ovidiu Hațegan (román) |

| 2011. november 3. 21:05 |

| Fulham                              | 4–1               | Wisła Kraków |
| ----------------------------------- | ----------------- | ------------ |
| Duff 5' Johnson 30' 57' Sidwell 79' | (2–1) Jegyzőkönyv | Kirm 9'      |

| Craven Cottage, London Játékvezető: Halis Özkahya (török) |

| 2011. december 1. 19:00 |

| Odense BK | 1–2               | Wisła Kraków          |
| --------- | ----------------- | --------------------- |
| Falk 51'  | (0–2) Jegyzőkönyv | Biton 20' Małecki 28' |

| Fionia Park, Odense Játékvezető: Laurent Duhamel (francia) |

| 2011. december 1. 19:00 |

| Twente    | 1–0               | Fulham |
| --------- | ----------------- | ------ |
| Janko 89' | (0–0) Jegyzőkönyv |        |

| De Grolsch Veste, Enschede Játékvezető: Marijo Strahonja (horvát) |

| 2011. december 14. 21:05 |

| Wisła Kraków           | 2–1               | Twente      |
| ---------------------- | ----------------- | ----------- |
| Garguła 12' Genkov 46' | (1–1) Jegyzőkönyv | de Jong 40' |

| Henryk Reyman Stadion, Krakkó Játékvezető: Vladislav Bezborodov (orosz) |

| 2011. december 14. 21:05 |

| Fulham               | 2–2               | Odense BK                |
| -------------------- | ----------------- | ------------------------ |
| Dempsey 27' Frei 31' | (2–0) Jegyzőkönyv | Andreasen 64' Fall 90+3' |

| Craven Cottage, London Játékvezető: Alon Yefet (izraeli) |

### L csoport
| Csapat             | M | Gy | D | V | G+ | G– | Gk  | P  |
| ------------------ | - | -- | - | - | -- | -- | --- | -- |
| Anderlecht         | 6 | 6  | 0 | 0 | 18 | 5  | +13 | 18 |
| Lokomotyiv Moszkva | 6 | 4  | 0 | 2 | 14 | 11 | +3  | 12 |
| AÉK                | 6 | 1  | 0 | 5 | 8  | 15 | –7  | 3  |
| Sturm Graz         | 6 | 1  | 0 | 5 | 5  | 14 | –9  | 3  |

|                    | AND | AÉK | LOK | GRA |
| ------------------ | --- | --- | --- | --- |
| Anderlecht         |     | 4–1 | 5–3 | 3–0 |
| AÉK                | 1–2 |     | 1–3 | 1–2 |
| Lokomotyiv Moszkva | 0–2 | 3–1 |     | 3–1 |
| Sturm Graz         | 0–2 | 1–3 | 1–2 |     |

| 2011. szeptember 15. 21:05 |

| Sturm Graz  | 1–2               | Lokomotyiv Moszkva     |
| ----------- | ----------------- | ---------------------- |
| Szabics 14' | (1–2) Jegyzőkönyv | Obinna 28' Szicsov 29' |

| UPC-Arena, Graz Nézőszám: 13 356 Játékvezető: Bruno Paixão (portugál) |

| 2011. szeptember 15. 21:05 |

| Anderlecht                       | 4–1               | AÉK          |
| -------------------------------- | ----------------- | ------------ |
| Suárez 16' 40' 84' Jovanović 33' | (3–1) Jegyzőkönyv | Leonardo 36' |

| Constant Vanden Stock Stadion, Brüsszel Nézőszám: 13 000 Játékvezető: Carlos Clos Gómez (spanyol) |

| 2011. szeptember 29. 18:00 |

| Lokomotyiv Moszkva | 0–2               | Anderlecht             |
| ------------------ | ----------------- | ---------------------- |
|                    | (0–1) Jegyzőkönyv | Suárez 11' Mbokani 71' |

| Lokomotyiv Stadion, Moszkva Játékvezető: Carlos Clos Gómez (spanyol) |

| 2011. szeptember 29. 19:00 |

| AÉK                   | 1–2               | Sturm Graz                 |
| --------------------- | ----------------- | -------------------------- |
| Standfest 50' (öngól) | (0–0) Jegyzőkönyv | Burgstaller 87' Haas 90+2' |

| Olimpiai Stadion, Athén Játékvezető: Carlos Clos Gómez (spanyol) |

| 2011. október 20. 19:00 |

| Lokomotyiv Moszkva                       | 3–1               | AÉK         |
| ---------------------------------------- | ----------------- | ----------- |
| Szicsov 47' 71' (11-esből) Caicedo 90+3' | (0–0) Jegyzőkönyv | Sialmas 89' |

| Lokomotyiv Stadion, Moszkva Játékvezető: Pol van Boekel (holland) |

| 2011. október 20. 19:00 |

| Sturm Graz | 0–2               | Anderlecht            |
| ---------- | ----------------- | --------------------- |
|            | (0–0) Jegyzőkönyv | Gillet 66' Suárez 75' |

| UPC-Arena, Graz Játékvezető: Alan Kelly (ír) |

| 2011. november 3. 18:00 |

| AÉK                     | 1–3               | Lokomotyiv Moszkva                    |
| ----------------------- | ----------------- | ------------------------------------- |
| Leonardo 61' (11-esből) | (0–0) Jegyzőkönyv | Glushakov 50' Maicon 72' Ignatyev 80' |

| Olimpiai Stadion, Athén Játékvezető: William Collum (skót) |

| 2011. november 3. 21:05 |

| Anderlecht                          | 3–0               | Sturm Graz |
| ----------------------------------- | ----------------- | ---------- |
| Gillet 23' Suárez 74' De Sutter 81' | (1–0) Jegyzőkönyv |            |

| Constant Vanden Stock Stadion, Brüsszel Játékvezető: Menashe Masiah (izraeli) |

| 2011. december 1. 18:00 |

| Lokomotyiv Moszkva                              | 3–1               | Sturm Graz |
| ----------------------------------------------- | ----------------- | ---------- |
| Maicon 62' Szicsov 72' (11-esből) Glushakov 89' | (0–0) Jegyzőkönyv | Kainz 63'  |

| Lokomotyiv Stadion, Moszkva Játékvezető: Deniz Aytekin (német) |

| 2011. december 1. 19:00 |

| AÉK         | 1–2               | Anderlecht    |
| ----------- | ----------------- | ------------- |
| Sialmas 19' | (1–2) Jegyzőkönyv | Gillet 4' 36' |

| Olimpiai Stadion, Athén Játékvezető: Robert Malek (lengyel) |

| 2011. december 14. 21:05 |

| Sturm Graz | 1–3               | AÉK                                   |
| ---------- | ----------------- | ------------------------------------- |
| Kainz 59'  | (0–2) Jegyzőkönyv | Manolász 10' Burns 43' Klonaridis 77' |

| UPC-Arena, Graz Játékvezető: Alexandru Deaconu (román) |

| 2011. december 14. 21:05 |

| Anderlecht                                                     | 5–3               | Lokomotyiv Moszkva                      |
| -------------------------------------------------------------- | ----------------- | --------------------------------------- |
| Kljestan 33' Fernando 39' Wasilewski 57' Suárez 61' Gillet 78' | (2–1) Jegyzőkönyv | Ignatyev 21' Szicsov 69' (11-esből) 89' |

| Constant Vanden Stock Stadion, Brüsszel Játékvezető: Ivan Bebek (horvát) |